# ایگور سیلین
ایگور سیلین (انگلیسی: Egor Silin؛ زادهٔ ۲۵ ژوئن ۱۹۸۸) دوچرخه‌سوار اهل روسیه است.
از باشگاه‌هایی که در آن بازی کرده‌است می‌توان به تیم کاتیوشا–آلپتسین، و تیم کاتیوشا–آلپتسین، و تیم آستانه اشاره کرد.